# Магалашвили, Кетеван Константиновна
Кетеван Константиновна Магалашвили (груз. ქეთევან კონსტანტინეს ასული მაღალაშვილი; 7 (19) апреля 1894, Кутаиси, Кутаисская губерния, Российская империя — 30 мая 1973, Тбилиси, ГрузССР, СССР) — грузинская и советская художница-портретистка, Народный художник Грузинской ССР (1961 год).

## Биография
Родилась 7 апреля 1894 года в Кутаиси. Когда девочке было два года, семья переехала в Тбилиси.
В 1911 году поступила в Школу живописи и скульптуры в Тбилиси, в 1915 перевелась в Московское училище живописи, ваяния и зодчества.
Приехав летом 1917 года в Грузию, вернуться в Москву уже не смогла из-за революционных событий в России. Начала работать над созданием грузинских национальных костюмов в театре-студии Георгия Джабадари.

Александр Цуцунава, Кетеван Магалашвили и Дмитрий Шеварднадзе (1930 год)

В 1921 году устроилась работать в библиотеку Национальной галереи, где познакомилась с её основателем и директором Дмитрием Шеварднадзе. Под влиянием опытного художника обратилась к жанру портрета, начала рисовать друзей, знакомых, других художников.

Кетеван Магалашвили за работой (Париж, 1923 год)

В 1923 году отправилась учиться в Мюнхен, после чего в том же году перевелась в Академию Коларосси в Париж.
Вернувшись в Тбилиси, устроилась реставратором в Национальную галерею, продолжила писать портреты. После ареста и, вероятно, казни Дмитрия Шеварднадзе в 1937 году уволилась из основанной им галереи. Начала активно участвовать в выставках.
В 1946 году получила звание Заслуженного деятеля искусств Грузинской ССР, с 1961 — Народный художник Грузинской ССР.
В 1961 и 1972 годы прошли персональные выставки Магалашвили.
Скончалась в Тбилиси 30 мая 1973 года.

## Награды
- два ордена Трудового Красного Знамени (17.04.1958, 02.04.1966)
- Медаль «За трудовую доблесть» (07.03.1960)[7]
- Народный художник Грузинской ССР (1961)
- Заслуженный деятель искусств Грузинской ССР (1946)

## Творчество
Цветовое решение портретов Магалашвили сдержанное, чувствуется тонкая проработка психологической стороны героев картин. Сама художница в одном из интервью сказала, что героя портрета нужно сначала разговорить, вступить с ним в борьбу или найти какой-то другой способ, чтобы уловить мимику лица, движения рук, движения глаз, понять главную идею.
Помимо знакомых и художников, рисовала портреты рабочих-стахановцев.
Портреты Кетеван Магалашвили находятся в коллекциях разных музеев, в том числе в Государственном музее искусств Грузии в Тбилиси (портреты Я. Николадзе (1922 год), Е. Ахвледиани (1924 год), С. Закариадзе (1951 год)) и Музее искусства народов Востока в Москве (портрет М. Джапаридзе (1957 год)).